# Evan Christ
Evan Christ, ameriški dirigent, oboist, skladatelj, pianist in matematik, * 24. december 1970, Los Angeles, Kalifornija, ZDA.
Christ je v mladosti igral oboo in klavir ter osvojil nekaj nagrad na pianističnih tekmovanjih. Bil je oboist v komorni orkester in simfoničnem orkestru v Las Vegasu, pri enaindvajsetih letih je postal pomožni dirigent. Po študiju matematike in kompozicije na harvardski univerzi se je leta 1993 vpisal na Lisztovo akademijo v Budimpešti. Študiral je oboo in klavir, potem pa še dirigiranje pri prof. Gertu Bahnerju na visoki šoli za glasbo v Leipzigu. Tam je tudi ustanovil in vodil Mendelssohnov komorni orkester, z njim je imel več turnej po Evropi. Od leta 2001 ga podpira ustanova Dirigentforum, leta 2002 pa je prejel štipendijo Ameriško-avstrijske fundacije. Dirigiral je mnogim evropskim orkestrom, med njimi orkestru Južnonemškega radia v Stuttgartu, nizozemskemu radijskemu orkestru, nürnberškim simfonikom in krakovski Sinfonietti. Vodil je predstave v opernih gledališčih v St. Gallenu, Portlandu in Aberdeenu. 
16. junija 2005 je zmagal v finalu tekmovanja mladih dirigentov z izvedbama skladb skladatelja Igorja Stravinskega in japonske skladateljice Keiko Abe v sodelovanju s Simfoničnim orkestrom RTV Slovenija v Cankarjevem domu. Od leta 2005 je glavni dirigent opere v Wuppertalu.